# Arsen Mekokishvili
Arsen Mekokishvili, né le 12 avril 1912 et mort le 9 mars 1972 à Moscou, est un lutteur soviétique spécialiste de la lutte libre.

## Carrière
Arsen Mekokishvili participe aux Jeux olympiques d'été de 1952 à Helsinki et remporte la médaille d'or dans la catégorie de poids lourds.